# Réserve sauvage des monts Rumpi
La réserve sauvage des monts Rumpi (anglais : Rumpi Hills Wildlife Reserve) est une réserve naturelle située dans les monts Rumpi, au sud-ouest du Cameroun. Ce site a une superficie de 452 kilomètres carrés (175 mi2).
La réserve a été créée en 1941. Les collines sont constituées de roches volcaniques du tertiaire tardif. La faune comprend des éléphants, des chimpanzés, des fôrets et des cercopithèques de Preuss.

## Localisation et habitat
La réserve forestière de Rumpi Hills (RHFR) est située à 4°51′26″ de latitude nord et 9°07′15″ de longitude est dans la division de Ndian, région du Sud-Ouest du Cameroun. Précédemment connue sous le nom de réserve forestière de l'administration indigène des collines de Rumpi, elle a été créée par l'ordonnance forestière n° 38 de 1937 et approuvée par l'ordonnance forestière n° 16756/79 du 2 juillet 1941,.
La limite nord est la route de Lipenja Mukete à Madie I en passant par Ikoi et Dikome Ngolo. La limite sud passe par Nalende, Monyange, Itoki et Ilor jusqu'à Moko. La frontière orientale passe par Dikome-Balue, Mofako, Itende et Bisoro. Enfin, la limite ouest passe par Dibonda, Ndian et Ituka jusqu'à Lipenja, qui est aussi le point de départ de la réserve. Ces limites donnent à la réserve forestière de Rumpi Hills une forme de fer à cheval.
La réserve est composée de terres appartenant aux tribus Ngolo, Bima et Balue, les deux premières faisant partie de la zone nord-ouest tandis que la dernière, fait partie de la zone sud-est. La plupart des villages sont situés au sommet des collines, de sorte qu'il faut faire face à une montée plus ou moins verticale allant jusqu'à 400 mètres avant d'atteindre un village ou un établissement.

## Histoire
La proposition de faire d'une partie des forêts des monts Rumpi une réserve forestière a été faite pour la première fois par Donovan Reginald Rosevear dans un mémorandum écrit en 1933 sur les réserves forestières potentielles de la division de Kumba, au Cameroun britannique. L'étude préliminaire de la zone a été effectuée par F.S. Collier en 1937 qui, après avoir fait le tour des limites approximatives, a suggéré qu'environ 640 km2 pourraient être réservés. Ce chiffre s'est avéré trop élevé en raison de la présence, au milieu de la réserve, de nombreux villages jusqu'alors inconnus. La superficie de la réserve a été réduite à plus de 290 km2 en 1941, puis étendue à 455 km2 en 1961.

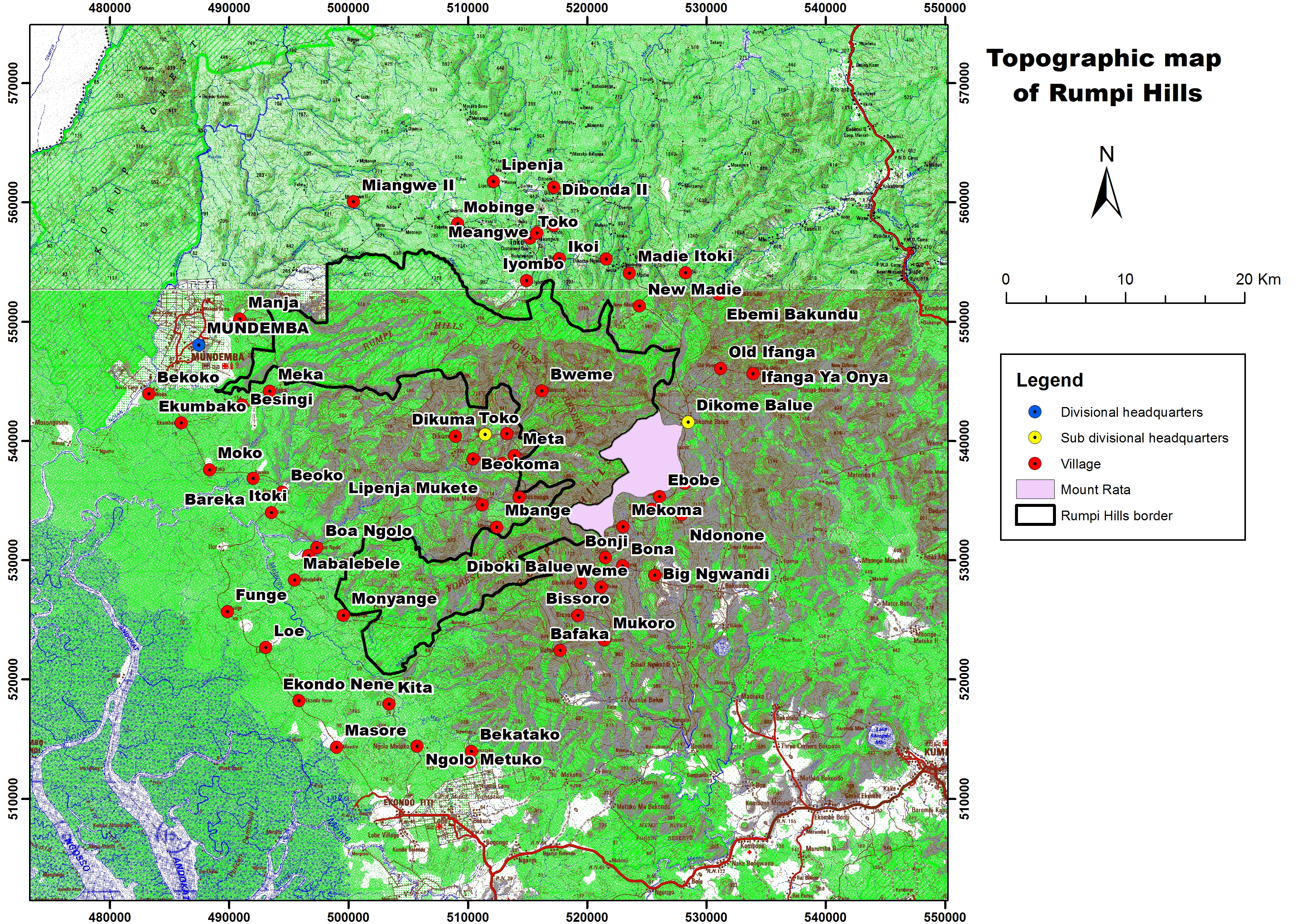
Une carte topographique des monts Rumpi montrant plusieurs villages et la réserve forestière des monts Rumpi en forme de fer à cheval en arrière-plan.

Cette réserve forestière englobe quelque 52 villages et 19 établissements agricoles, ces établissements ayant émané à diverses époques de leurs villages parents dans le nord de Ngolo. Ils n'apparaissaient pas comme des villages distincts dans les registres fiscaux puisque leurs habitants payaient leurs impôts à leurs villages parents. Toutes ces ramifications (nouvelles implantations) provenaient de villages de Ngolo situés au nord de la réserve, dans une zone très densément peuplée et donc très fortement cultivée,. Les habitants locaux ne résidaient pas dans leurs fermes mais s'y rendaient seulement depuis leurs villages, ce qui excluait donc leur droit de résider dans la réserve créée. Tous les établissements agricoles, c'est-à-dire les fermes dans lesquelles des maisons ont été construites, ont été exclus de la réserve. Bien que les limites aient été fixées en dehors de ces villages afin de permettre autant de terres et d'espace d'expansion que nécessaire, ces limites de village n'ont pas été clairement définies. En effet, aucune information n'a été fournie en dehors de la réserve sur la zone disponible pour l'agriculture. Par conséquent, les connaissances sur la quantité de terres agricoles disponibles sont insuffisantes, d'où les difficultés qui surgissent à mesure que la population des villages continue de croître et que davantage de terres agricoles sont défrichées.
Selon la section 23 de l'ordonnance sur les forêts et conformément à la section 22 de ladite ordonnance, toute cette parcelle de terre, dont la situation et les limites ont été définies comme délimitées par M. F.S Collier en 1937, une seule enclave existait dans la zone forestière (Bweme Ngolo). Le reste, une partie de leurs forêts et de leurs terres ont été coupées au fur et à mesure que la réserve était tracée. Récemment, de nombreux villages ont traversé les terres forestières bien qu'ils aient été autorisés à chasser et à pêcher conformément à l'ordonnance sur la préservation des animaux sauvages, CAP. 99.
En outre, les villageois avaient le droit de collecter des produits alimentaires et d'autres produits forestiers non ligneux mineurs utilisés dans les villages, qui ne devaient pas être vendus ou échangés à l'extérieur. Les villageois avaient également le droit de collecter des poteaux et des matériaux de construction ainsi que du combustible provenant du Pycnanthus kombo (carabosse) et de tous les autres arbres, à l'exception du bois, conformément à l'ordonnance forestière n° 38/37. Tous ces arbres étaient destinés à un usage strictement domestique dans les villages et non à la vente ou au troc à l'extérieur. Les villageois étaient également autorisés à prélever du cacao sur les arbres des exploitations existantes au moment du jugement de l'officier de réserve du 20 avril 1938, mais pas à étendre ces exploitations ni à planter de nouveaux arbres. Les villageois ont également été autorisés à collecter les produits des exploitations existantes dans la réserve pour une période de quatre ans à compter du 1er avril 1938.

## Économie
La majorité de la population étant rurale et ayant peu d'opportunités de diversification des moyens de subsistance, plus de 90% de la population locale est engagée dans l'agriculture. Les cultures vivrières cultivées sont le cocotier, la banane plantain, l'igname et le manioc, tandis que les cultures commerciales sont le palmier à huile, l'hévéa et le cacao. L'établissement d'énormes sociétés agro-industrielles comme Pamol Plantation Plc près de la frontière sud et SG Sustainable Oils Cameroon près de la frontière nord est une source de préoccupation,,.
En dehors de l'agriculture, les autres activités de subsistance dans le RHFR comprennent la récolte de produits forestiers non ligneux (PFNL), l'élevage d'animaux et le petit commerce, principalement comme emplois hors saison lorsque la pression sur les cultures est réduite. D'autres sont employés comme ouvriers à Pamol Plantations Plc, dans des plantations de petits exploitants et dans de petites entreprises privées.
Dans les zones forestières de haute altitude des conseils locaux de Dikome Balue et Toko, la chasse et la collecte de PFNL sont des activités importantes pour les communautés locales. Les PFNL récoltés comprennent la mangue de brousse (Irvingia gabonsensis), le cola amer (Garcinia kola), le njansang (Ricinodendron heudelotii), l'oignon de campagne (Afrostyrax lepidophyllus), le poivre de brousse (Piper guineense), les escargots terrestres (Archachatina marginata) et diverses espèces de champignons comestibles,,.

## Géographie
Les sols sont composés d'argiles et de grès précambriens qui peuvent provenir de diverses éruptions volcaniques. Située dans la zone climatique équatoriale, la région présente deux saisons : la saison sèche de novembre à avril et la saison des pluies de mai à octobre avec des précipitations annuelles qui varient entre 4 027-6 368 mm. Les températures maximales mensuelles moyennes sont estimées à 31,8 °C pendant la saison sèche et à 18,2 °C pendant la saison des pluies. L'humidité relative est élevée pendant la majeure partie de l'année avec des valeurs mensuelles minimales comprises entre 78 et 90 %,.

## La flore et la faune
Étant donné que la RHFR varie en termes d'altitude, son point culminant étant le mont Rata qui culmine à 1 800 m, il existe une certaine diversité en termes de végétation. Par exemple, le long d'un gradient d'élévation entre 900-1 800 m consiste en une extension de forêts sub-montagnardes. En général, les forêts sont mixtes mais dominées par les légumineuses Caesalpinioid. Les arbres peuvent atteindre une hauteur de 35 m avec une canopée et une couverture de feuillage allant de 60 à 90 %. La canopée est généralement pleine de plantes grimpantes et l'apparence des forêts de nuages est le résultat des épiphytes omniprésents. Ce paysage diversifié de la RHFR abrite des habitats pour une large gamme d'animaux dont certains sont endémiques. Plus de 198 espèces d'oiseaux ont été identifiées, y compris la paruline à gorge blanche (Kupeornis gilberti), le pigeon à nuque blanche (Columba albinucha) et la pie-grièche à poitrine verte (Malaconotus gladiator). En outre, de nombreuses espèces de mammifères, de reptiles et d'amphibiens des montagnes tropicales ont été identifiées, telles que le Drill (Mandrillus leucophaeus), la musaraigne des forêts (Myosorex rumpii), le porc-épic (Hystrix cristata) et la grenouille velue (Trichobatrachus robustus), qui sont en voie de disparition.